# Epoxid

Structura generală a unui epoxid

Un epoxid e un eter ciclic cu 3 atomi într-un inel. Acest inel seamănă cu un triunghi echilateral, care-l fac foarte încordat. Inelul încordat face epoxizii mai reactivi decât alți eteri. Epoxizii dominanți industrial sunt oxidul de etilenă și oxidul de propilenă. În general, epoxizii cu masă moleculară mică sunt compuși incolori, nepolari și adesea volatili.

## Obținere
Reacțiile în urma cărora se obțin epoxizi se numesc reacții de epoxidare. Cel mai adesea, aceste reacții se aplică alchenelor, fie prin oxidare catalizată sau prin reacții cu peroxizi.

### Oxidarea alchenelor

#### Oxidări catalizate eterogen
Reacția de epoxidare a etilenei presupune o reacție de oxidare:
{\displaystyle {\ce {7 H2C=CH2 + 6 O2 -> 6 C2H4O + 2 CO2 + 2 H2O}}}
Reacția directă este folositoare doar pentru acest epoxid în particular. Metodele modificare de oxidare catalizate eterogen cu catalizator de argint sunt de obicei utilizate.  
Alte alchene sunt mai greu de epoxidat, chiar și propilena, la care se poate face o reacție de epoxidare selectivă cu catalizator de aur.

#### Oxidarea cu peroxizi și catalizatori metalici

Mecanism de reacție simplificat pentru epoxidarea catalizată de metale a alchenelor cu peroxizi (ROOH).

Majoritatea epoxizilor se obțin în urma tratării alchenelor cu peroxizi, care donează un singur atom de oxigen.
Complecșii metalici sunt catalizatori buni pentru reacțiile de epoxidare în care se utilizează peroxid de hidrogen și hidroperoxizi de alchil. Acizii peroxicarboxilici, care sunt mai puternic electrofili, convertesc alchenele la epoxizi fără necesitatea adăugării de catalizator. În funcție de mecanismul de reacție și de geometria alchenei de la care se pornește, se pot obține epoxizi diastereomeri cis și/sau trans. De asemenea, dacă în alchena respectivă există deja stereocentri, aceștia pot influența stereochimia procesului de epoxidare. Epoxidările catalizate de metale au fost explorate utilizând hidroperoxid de terț-butil (TBHP). Reacția dintre TBHP și metal (M) generează un complex activ metal-peroxid (o grupă MOOR), care apoi transferă un atom de oxigen către alchenă.

Peroxizii organici sunt utilizați la obținerea oxidului de propilenă din propilenă. Sunt necesari catalizatori, iar ca surse de oxigen se pot utilizat atât t-butil-hidroperoxid, cât și hidroperoxid de etilbenzen.

#### Oxidarea cu acizi peroxicarboxilici
În laborator, mai adesea este utilizată o reacție de epoxidare denumită reacția Prilejaev. Această metodă presupune reacție de oxidare a unei alchene cu un peroxiacid, precum este acidul meta-cloroperoxibenzoic (m-CPBA). Un exemplu ilustrativ este reacția de epoxidare a stirenului cu acid perbenzoic, care duce la formarea de oxid de stiren:
Alte reacții similare care se pot aplica sunt reacțiile de epoxidare Sharpless și de epoxidare Jacobsen.

### Epoxidări asimetrice catalizate omogen

Benzenul este oxidat de enzimele citocrom P450 la oxid de benzen.

Oxidarea arenelor este un exemplu de proces de epoxidare ce are loc în organism, și poate fi realizat de izoenzimele familiei citocrom P450. Pentru arenele prochirale, precum sunt: naftalină, toluen, benzoat și benzopiren, epoxizii sunt adesea obținuți enantioselectiv.
Epoxizii chirali pot fi obținuți enatioselectiv plecând de la alchene prochirale. Mulți complecși metalici sunt catalizatori activi, dar cei mai importanți sunt cei care conțin titan, vanadiu și molibden.

### Substituții intramoleculare SN2
Reacțiile de substituție intramoleculară de tip SN2 presupun un proces de dehidrohalogenare, care poate fi considerat a fi o variantă a sintezei Williamson pentru eteri. În acest caz, un ion alcoxid substituie intramolecular un atom de clor. Compușii care reacționează sunt denumiți halohidrine și se pot obține în urma reacției dintre halogeni, apă și alchene (halohidrare). De exemplu, plecând de la clorohidrina propilenei se obține oxidul de propilenă, reacția fiind cel mai frecvent utilizată pentru obținerea acestui compus:
Un alt exemplu de reacție de epoxidare intramoleculară este reacția de condensare Darzens.